# صحیح مسلم
صحیح مسلم یکی از کتاب‌های صحیح شش گانهٔ حدیث نوشته مسلم بن حجاج نیشابوری (۲۰۶ _ ۲۶۱ هجری) است. این کتاب شامل مجموعه احادیثی از پیامبر اسلام می‌باشد که در آن گفته‌ها و کرده‌هایش ثبت گردیده‌است و از معتبرترین کتب احادیث نزد اهل سنت بعد از صحیح بخاری است.
سنت محمد بعد ازقرآن، دومین منبع تشریع در بین اهل تسنن است که احادیث نبوی نقش اصلی را در آن ایفا می‌کنند و از این جهت کتب حدیث نزد اهل سنت و جماعت بسیار حائز اهمیت هستند.صحیح مسلم دومین کتاب معتبر حدیث نزد اهل سنت است

## نویسنده
نویسنده و گردآورنده این کتاب مسلم بن حجاج نیشابوری است؛ که وی نیز مانند باقی گردآورندگان کتب کتب سته اهل سنت اهل ایران بوده‌است.

## نام کتاب
امام مسلم - در صحیح خود - نام او را تصریح ننموده‌است، پس در نام او اختلاف شد، چند نام بر او ذکر شده‌است:
- الجامع: فیروزآبادی، ابن حجر عسقلانی، حاجی خلیفه، قنوجی و دیگران آن را ذکر کرده‌اند.[۲][۳][۴]
- مسند یا صحیح المسند: امام مسلم آن را این گونه نامیده و در خارج از کتاب صحیح تصریح کرده‌است، پس می‌فرماید: من در این مسند چیزی در کتاب خود نگذاشته‌ام مگر با استدلال.[۵] و فرمود: اگر اهل حدیث دویست سال حدیث بنویسند، مدارشان بر این مسند است.[۶] و فرمود: «این سند صحیح را از سیصد هزار حدیث شنیدنی جمع کردم.»[۷]
- مسند صحیح و مخفف سنن انتقال عدل از عدل عن رسول‌الله صلی الله علیه وسلم: ابن خیر الاشبیلی و نظایر آن را نامیده‌است، ولی احتمال دارد شرح کتابی باشد که نام ندارد.[۸][۹]
- الصحیح یا صحیح مسلم: ابن الاثیر، نواوی، ابن خلکان، ذهبی، ابن کثیر و دیگران از او به این نام یاد کرده‌اند [و معروف‌ترین نام است کتاب معروف حق در شرق و غرب است.][۱۰]| اهل سنت و جماعت بخشی‌از مجموعه مقالات: اهل سنت و جماعت                                               |
| --------------------------------------------------------------------------------------------------- |
| مذاهب فقهی                                                                                          |
| حنفی · مالکی · شافعی · حنبلی                                                                        |
| ارکان دین اسلام                                                                                     |
| شهادتین · نماز · روزه · حج · زکات                                                                   |
| خلفای راشدین                                                                                        |
| ابوبکر · عمر · عثمان · علی                                                                          |
| صحابه                                                                                               |
| سعید بن زید · زبیر · طلحه سعد بن ابی‌وقاص · عبدالرحمن بن عوف ابوعبیده جراح                           |
| مبانی فقه                                                                                           |
| قرآن · سنت · اجماع · قیاس · اجتهاد                                                                  |
| کتب حدیث                                                                                            |
| صحیح بخاری · صحیح مسلم · سنن نسایی سنن ابوداود · سنن ترمذی· سنن ابن ماجه الموطأ · مسند احمد بن حنبل |
| مکان‌های مقدس                                                                                        |
| مکه · مدینه · بیت‌المقدس                                                                             |

## تعداد احادیث کتاب
محمد فؤاد عبدالباقی در از معاصران حدیث‌شناسی احادیثی که در نسخه ای که مورد عنایت قرار داده‌است برشمرد و گفت: تعداد احادیث اصلی در صحیح مسلم ۳۰۳۳ حدیث بوده‌است. اما شماره گذاری که محمد فؤاد عبدالباقی وارد کرده، برای احادیث مبدأ در باب بدون است. تعقیب و شواهد در مقدمه تعداد احادیث کتاب با مکرر و با سند و تتبع ۷۳۸۵ حدیث بدون ۱۰ حدیث مقدمه است.

## جایگاه کتاب و اهتمام علما به آن
صحیح مسلم در میان کتب حدیثی تألیف شده توسط اهل سنت و جماعت جایگاهی زیادی دارد، پس از صحیح بخاری دومین کتاب صحیح طبقه‌بندی شده در حدیث پس از صحیح بخاری و سومین صحیح‌ترین کتاب پس قرآن شریف از آن به‌شمار می‌رود.
ابن صلاح گفت: و دو کتاب آنها (بخاری و مسلم) پس از کتاب خدای متعال معتبرترین کتاب‌هاست.
نووی گفت: امت بر صحت این دو کتاب (بخاری و مسلم) و وجوب عمل به احادیث آنها اتفاق نظر دارند. و فرمود: «صحیح‌ترین تألیف در حدیث، یا اصلاً در علم، دو کتاب صحیح است». فرمود: علما رحمة الله علیه اجماع کردند که معتبرترین کتاب‌ها بعد از قرآن، دو صحیح، بخاری و مسلم است و امت آنها را پذیرفتند.
مزیری می‌گوید: این یکی از دو صحیح است که پس از کتاب خدای متعال معتبرترین کتاب‌هاست.
سخاوی گفت: صحیح بخاری و صحیح مسلم پس از کتاب خداوند متعال معتبرترین کتاب‌ها هستند.
ابن تیمیه می‌گوید: آنچه مورد اتفاق علما است این است که بعد از قرآن کتابی صحیح‌تر از کتاب بخاری و مسلم نیست.
ابن حجر عسقلانی می‌گوید: «و دو کتاب آنها (بخاری و مسلم) معتبرترین کتابها بعد از کتاب خدای متعال است.»
صدیق حسن خان گفت: پیشینیان و جانشینان همگی متفق القول بودند که معتبرترین کتب بعد از کتاب خداوند متعال صحیح البخاری و سپس صحیح مسلم است.
البانی می‌گوید: این دو صحیح پس از کتاب خدای متعال معتبرترین کتاب‌ها هستند، با اجماع دانشمندان مسلمان از اهل حدیث و دیگران.
شیخ عبدالمحسن عباد می‌گوید: آنان (صحیح بخاری و مسلم) اتفاق نظر دارند که علما آنها را پذیرفته‌اند و آنها را معتبرترین کتاب‌ها بعد از کتاب خدا می‌دانند.

#### از آنچه در مورد صحیح مسلم به ویژه در مقام و فضیلت کتاب و ستایش روش و روش آن آمده‌است
ابوعلی نسابوری می‌گوید: آنچه در زیر آسمان است از کتاب مسلم بن حجاج در علم حدیث سالم‌تر است.
مسلمه بن القاسم قرطبی می‌گوید: مسلم بن حجاج نیسابوری، توانا و امین، از ائمه روایات.
ذهبی می‌گوید: کتابی گران‌بها و کامل، و وقتی نگهبانان آن را دیدند، تحت تأثیر آن قرار گرفتند.
نووی می‌گوید: «و هر کس در صحیح مسلم رحمه الله تحقیق کند و آنچه را که در سند آن و ترتیب و حسن انجام آن و نفیس روش آن از اشیای گرانبها به ودیعه گذاشته شده‌است ببیند. تفحص، جوهرات تدقیق، اقسام تقوا، احتیاط، تفحص در روایت، تلخیص و کوتاه کردن مسیرها، کنترل پراکندگی و گستردگی آن، فراوانی علم و گستردگی روایت و سایر محاسن. عجایب و لطایف، ظاهر و نهان، می‌دانست که او امام بعد از زمان خود است و کمتر همتای اوست، اما اهل عصر و عصرش به او نزدیک می‌شوند و این فضل است. خداست که به هر که بخواهد می‌دهد.»
ابن حجر عسقلانی می‌گوید: مسلم در کتاب خود از اقبال بسیار و زیادی برخوردار بود که هیچ‌کس نداشت، به‌طوری که عده‌ای آن را بر صحیح محمد بن اسماعیل ترجیح دادند، و این به خاطر همه راه‌هایی است که وی به آن اشاره کرده‌است. کیفیت سیاق و حفظ اجرای الفاظ آن گونه که هست بدون قطع یا نقل به معنای همین‌طور خلقی به اختیار نیسابوری‌ها بافته شده ولی به بلوغ او نرسیده و من حفظ کرده‌ام. از آنان بیش از بیست امام که عصاره را بر مسلمانی طبقه‌بندی کردند، پس منزه است وهاب دهنده.»
در طول اعصار، علما به صحیح مسلم اهتمام فراوان داشته و در خدمت این کتاب تلاش علمی فراوانی کرده‌اند و جلوه‌های این عنایت در بسیاری از زمینه‌ها از جمله حفظ، تدریس، خواندن و استماع، مطالعه رجال و زنجیر آن حضرت نمود یافته‌است. انتقال و کنترل و ویرایش روایات او. کتابهای زیادی در پیرامون او نوشته شده‌است، از جمله استخراج، تصحیح، مخففات، ترجمه، توضیح و غیره.

## شرح‌ها
بر صحیح مسلم شروحی نوشته شده که از مهم‌ترین آن‌ها می‌توان به شرح امام نووی اشاره کرد. و چندین شرح مشهور از جمله:
در شرح صحیح مسلم تعداد بسیار زیادی کتاب نوشته شده که تعداد آنها به حدود ۶۴ شرح به زبان عربی و پنج شرح به غیر عربی رسیده‌است که از مهم‌ترین و مشهورترین آنها می‌توان به:
- المعلم بفوائد کتاب صحیح مسلم: لأبی عبدالله محمد بن علی المازری، المتوفی عام ۵۳۶ هـ.
- إکمال المعلم فی شرح صحیح مسلم: للقاضی عیاض بن موسی الیحصبی المالکی، المتوفی عام ۵۴۴ هـ.
- المفهم لما أشکل من تلخیص کتاب مسلم: لأبی العباس أحمد بن عمر بن إبراهیم القرطبی المتوفی عام ۶۱۱ هـ.
- المنهاج فی شرح الجامع الصحیح للحسین بن الحجاج: للإمام أبو زکریا محیی الدین یحیی بن شرف النووی الشافعی، المتوفی عام ۶۷۶ هـ. وهو أشهر شروح صحیح مسلم.
- إکمال إکمال المعلم: لأبی عبدالله محمد بن خلیفة الأبی المالکی، المتوفی عام ۷۲۸ هـ، جمع فی شرحه بین المازری و عیاض و القرطبی والنووی.
- مکمّل إکمال الکمال: لمحمد بن یوسف السنوسی، المتوفی عام ۷۹۵ هـ.
- الدیباج علی صحیح مسلم بن الحجاج: لجلال الدین السیوطی المتوفی عام ۹۱۱ هـ.
- شرح شیخ الإسلام زکریا الأنصاری الشافعی المتوفی ۹۲۶ هـ.
- شرح الشیخ علی القاری الهروی الحنفی المتوفی عام ۱۰۱۶ هـ.
- السراج الوهاج من کشف مطالب صحیح مسلم بن الحجاج: لصدیق حسن خان القنوجی، المتوفی عام ۱۳۰۷ هـ، وهو شرح علی (مختصر صحیح مسلم) للحافظ المنذری، المتوفی سنة ۶۵۶ هـ.
- منة المنعم شرح صحیح مسلم: لصفی الرحمن المبارکفوری، المتوفی عام ۱۳۶۲ هـ.
- فتح الملهم بشرح صحیح مسلم: لشبیر أحمد العثمانی الدیوبندی، المتوفی عام ۱۳۶۹ هـ.
- تکملة فتح الملهم بشرح صحیح مسلم: لمحمد تقی العثمانی.
- فتح المنعم شرح صحیح مسلم: لموسی شاهین لاشین.
- الکوکب الوهاج والروض البهاج فی شرح صحیح مسلم بن الحجاج: لمحمد أمین بن عبدالله الهرری الأثیوبی.

## مُسْتَدرَک‌نویسی
چندین کتاب مسلم و مشهور که نظر و تعلیقات علما دارد:
الإلزامات: لأبی الحسن علی بن عمر الدارقطنی، المتوفی عام ۳۸۵ هـ.
المستدرک علی الصحیحین: للحاکم النیسابوری، المتوفی عام ۴۰۵ هـ.
المستخرج علی الإلزامات: لأبی ذر عبد بن أحمد الهروی، المتوفی عام ۴۳۴ هـ.

## اختصار کتاب
تعدادی از علما با حذف سند و انتساب مستقیم حدیث به صحابه یا حذف احادیث مکرر در باب، کتاب را مخفف کردند که از جمله این اختصارات می‌توان به:
مختصر صحیح مسلم: لأبی عبدالله محمد بن عبدالله بن تومرت، المتوفی عام ۵۲۴ هـ.
مختصر صحیح مسلم: لأبی العباس أحمد بن عمر الأنصاری القرطبی، المتوفی عام ۶۵۶ هـ.
مختصر صحیح مسلم: لأبی محمد زکی الدین عبد العظیم بن عبد القوی المنذری، المتوفی عام ۶۵۶ هـ.
مختصر صحیح مسلم: لأبی زکریا یحیی بن شرف النووی، المتوفی عام ۶۷۹ هـ.
مختصر صحیح مسلم: لمحمد ناصر الدین الألبانی، المتوفی عام ۱۴۲۰ هـ.

## نسخه‌های دستی
چندین نسخه مکتوب از صحیح مسلم در کتابخانه‌های جهان محفوظ است، از جمله:
نسخه کتابخانة الاسکوریال که به شماره ۱۰۰۷ محفوظ است در ۲۹۴ برگ و تاریخ نسخه برداری آن ۵۵۹ هجری قمری است و نسخه کامل آن از ابتدای کتاب تا پایان آن بدون هیچ گونه حذف یا حذفی است. سوراخ‌هایی که به خط نسخی مراکشی نوشته شده‌است.
نسخه کتابخانه القراویین که به شماره (۳۴۵/۳ ب) محفوظ است و در ۲۱۸ برگ قرار دارد و تاریخ نسخه برداری آن ۵۷۳ هجری قمری است و این نسخه به نسخه ابن خیر نیز معروف است و یکی از معروف‌ترین و بهترین نسخه‌ها است. الکتانی گفت: «این بزرگ‌ترین نسخه اصلی موجود از صحیح مسلم در آفریقاست.» نسخه کامل کتاب از اول تا آخر آن بدون حذف و حفره است با خط اندلسی دقیق نوشته شده‌است.
نسخه کتابخانه کوپرولو که به شماره (۳۶۶) محفوظ است در ۵۳۱ برگ و تاریخ نسخه برداری آن ۶۲۹ هجری قمری است و نسخه کامل آن از ابتدای کتاب تا پایان آن بدون حذفیات یا سوراخ‌هایی که به خط نسخ نوشته شده و کاملاً صحیح است.
نسخه کتابخانه عمری که به شماره (۹۳۸۸) محفوظ است در ۱۷۴ برگ قرار دارد و تاریخ نسخ آن معلوم نیست ولی هدفون قدیمی دارد که قدیمی‌ترین آن به تاریخ ۴۶۱ هجری قمری است. کپی که برخی از قسمت‌ها را از دست داده‌است، به خط نسخ نوشته شده‌است.
نسخه کتابخانه دانشگاه پرینستون که به شماره (۱۰۴/۵۸۹) محفوظ است و در ۴۳۱ برگ قرار دارد و تاریخ نسخه برداری آن ۵۵۹ هجری قمری است و نسخه ناقصی از حدود نیمی از کتاب است. با خط مراکشی نوشته شده بود.

###### کپی‌های زیادی از دانشگاه ملک سعود وجود دارد، از جمله
نسخه ای به شماره (۴۷۴۱) واقع در ۲۷۴ برگ محفوظ است و تاریخ نسخه برداری آن ۸۱۲ هجری قمری است و نسخ خوبی است که به خط نسخ نوشته شده‌است.
نسخه ای به شماره (۲۸۸) محفوظ است و در ۱۸۱ ورق است و تاریخ نسخه آن ۷۹۱ هجری قمری است و نسخ خوبی است که به خط معمول نسخ نوشته شده‌است.
نسخه ای به شماره (۲۴۶۸) محفوظ است و در ۳۶۱ برگ قرار دارد و تاریخ نسخه برداری آن حدود ۸۰۰ هجری قمری است.

## نسخه‌های کتاب
صحیح مسلم، قدیمی و جدید، بسیاری است که از مهم‌ترین و معروف‌ترین ویرایشهای قدیمی است:
- چاپ کلکته هند در سال ۱۲۶۵ هجری قمری به تصدیق بدیع الزمان بن محمد البردانی رسیده‌است.
- چاپ چاپخانه اعظم شاهزاده در بولاق قاهره در سال ۱۲۹۰ هجری قمری و در دو بخش است.
- با شرح النووی در دهلی هندوستان در سال ۱۳۱۹ هجری قمری چاپ شده و در دو قسمت است.
- در سال ۱۳۲۰ هجری قمری در ترکیه در آستانه چاپ شده و در هشت قسمت است.
- در حاشیه ارشاد الساری در شرح صحیح البخاری قسطلانی در چاپخانه عامری بولاق در سال ۱۳۲۳ هجری قمری به چاپ رسیده و چاپ مفصلی است.
- در سال ۱۳۲۷ هجری قمری در قاهره در چاپخانه میمانیه چاپ شد و در چهار جزء و دو جلد است.
- با شرح العبی به نام (اکمال اکمال المعلم) در چاپخانه السعده مصر در سال ۱۳۲۸ هجری قمری به چاپ رسیده‌است و چاپ مفصلی است.
- در سال ۱۳۳۰ هجری قمری در ترکیه در آستانه در چاپخانه العامره چاپ شده و در هشت جزء و چهار جلد است. این نسخه یکی از بهترین و معتبرترین نسخه‌ها به‌شمار می‌رود و محققان آن با تکیه بر چند نسخه مکتوب و بررسی و بررسی گروهی از علما. بسیاری از نسخه‌های اخیر بر اساس این نسخه هستند.
- در قاهره در چاپخانه البابی الحلبی در سال ۱۳۴۸ قمری به چاپ رسید.
- در دارالحیاء الکتب العربی قاهره در سال ۱۳۷۴ هجری قمری به تحقیق محمد فؤاد عبدالباقی چاپ شده و در چهار مجلد و یک جلد فهارس است. این یکی از معروف‌ترین نسخه‌ها است و برای نسخه‌های جدید نسخه اصلی محسوب می‌شود، زیرا اکثریت قریب به اتفاق آن‌ها بر شمارش، شماره‌گذاری و نمایه‌سازی محمد فؤاد عبدالباقی در چاپ خود تکیه کرده‌اند.

##### در مورد نسخه‌های جدید، محبوب‌ترین آنها عبارتند از
- چاپ دارالنوادر که بر اساس نسخه کامل ترکی و در چهار جلد است.
- چاپ دارالمعرفه به تصدیق خلیل مأمون شیحا و در یک جلد است.
- چاپ دار قرطبه با تصدیق نظر الفاریابی و در یک جلد واقع شده‌است.
- چاپ خانه بین‌المللی عقاید، تصحیح ابوصهیب الکرمی و در یک جلد است.
- چاپ دارالتاسعیل به دست پژوهشگاه بیت و در هفت جلد است.
- چاپ دارالفکر، تصحیح صبحی جمیل العطار، در یک جلد. (نسخه مصور از نسخه کامل ترکی در چهار جلد دارند).
- چاپ جامعه اصطلاحات اسلامی با بررسی آنها و در دو جلد قرار دارد.
- چاپ ناشران مؤسسه الرساله به تصحیح عزالدین ضعلی، عماد الطیار و یاسر حسن و در یک جلد آمده‌است.
- چاپ دارالمنهاج مصحح محمد زهیر بن ناصر النصیر مصور چاپ ترکی کامل و در چهار جلد است.
- و بسیاری از نسخه‌های دیگر.

## دیدگاه‌ها
اهل سنت در مورد این مجموعه دیدگاه «دومین کتاب حدیث معتبر از مجموعه شش‌گانه بزرگ حدیث» دارند.

## ترجمه فارسی
ترجمه فارسی صحیح مسلم در ۴ جلد توسط خالد ایوبی نیا از طرف انتشارات حسینی اصل به نشر رسید با مشخصات ذیل:
وزن:5200 g، ناشر: حسینی اصل؛ نویسنده: امام مسلم بن الحجاج القشیری النیشابوری؛ مترجم: خالد ایوبی نیا؛ سال چاپ :۱۳۹۴؛ قطع (اندازه): وزیری؛ تعداد جلد: ۴؛ زبان: فارسی.

#### ترجمه اختصار
ترجمه فارسی مختصر صحیح مسلم توسط داود ناروئیبه به فارسی ترجمه شده‌است؛ با مشخصات ذیل:
| وزن          | 3261 g                                       |
| ناشر         | احسان                                        |
| نویسنده      | حافظ زکی الدین عبدالعظیم بن عبدالقوی المنذری |
| مترجم        | داود ناروئی                                  |
| سال چاپ      | ۱۳۹۶                                         |
| قطع (اندازه) | وزیری                                        |
| تعداد صفحه   | ۱۱۷۰                                         |
| تعداد جلد    | ۲                                            |
| زبان         | - فارسی                                      |